# Vlaislav
Vlaislav falu Horvátországban Kapronca-Kőrös megyében. Közigazgatásilag Kamarcsához tartozik.

## Fekvése
Kaproncától 10 km-re délkeletre, községközpontjától 5 km-re északnyugatra a Bilo-hegység lejtőin fekszik.

## Története
Az 1615-ös egyházlátogatás egy Szent László tiszteletére szentelt templomot említ ezen a vidéken, mely a feltételezések szerint a mai Plavšinac vagy Vlaislav falu területén állott. Az utóbbi valószínűbb, mivel a települést még a 18. században is "Ladislav"nak hívták. A középkori falut a török pusztította el, lakói elmenekültek. Helyükre a 17. században főként pravoszláv szerb lakosság telepedett itt le.
A falunak 1857-ben 175, 1910-ben 310 lakosa volt. Trianonig Belovár-Kőrös vármegye Kaproncai járásához tartozott. 2001-ben 211 lakosa volt.

## Külső hivatkozások
- Kamarcsa község hivatalos oldala
- Horvát történelmi portál – Egykori katolikus plébániák Kamarcsa (Novigrad Podravski) környékén